# Diogenes z Efezu
Diogenes (gr. Διογένης) – starożytny grecki trębacz żyjący w I wieku n.e., olimpijczyk.
Syn Dionizjusza, pochodził z Efezu. Pięciokrotnie, pomiędzy 69 a 85 rokiem n.e., odnosił zwycięstwo w zawodach trębaczy na igrzyskach olimpijskich. Ponadto dwukrotnie zwyciężał na igrzyskach pytyjskich i po trzy razy na igrzyskach istmijskich oraz nemejskich. W sumie podczas różnych zawodów miał odnieść łącznie w ciągu swojego życia ponad osiemdziesiąt zwycięstw.